# Лю Ї (Хань)
Лю І (*劉懿, д/н —125) — 7-й імператор династії Пізня Хань у 125 році. Посмертне ім'я Шао-ді.

## Життєпис
Походив з імператорського роду Лю. Син Лю Шоу, князя Хуей. Був онуком імператора Чжан-ді. Про його життя мало відомо. У 120 році отримує титул хоу (на кшталт маркіза) Байсян.
У 125 році, коли помер імператор Ань-ді його удова Ян оголосила новим володарем імперії Лю І. Фактично ж правив рід Ян разом з головними євнухами. Незабаром владу повністю перебрала імператриця-удовиця Ян разом з братами. Втім того ж року  імператор помер, а новим став Лю Бао, син Ань-ді. Це призвело до падіння влади роду Ян.